# Раусдорф (Гольштейн)
Раусдорф (нем. Rausdorf) — община в Германии, в земле Шлезвиг-Гольштейн.
Входит в состав района Штормарн. Подчиняется управлению Триттау. Население составляет 224 человека (на 31 декабря 2010 года). Занимает площадь 4,87 км².